# セルビア蜂起
| 左側の人物が第一次セルビア蜂起の指導者カラジョルジェ・ペトロヴィチ右の人物が第二次セルビア蜂起の指導者ミロシュ・オブレノヴィッチ1世  |  | 左側の人物が第一次セルビア蜂起の指導者カラジョルジェ・ペトロヴィチ右の人物が第二次セルビア蜂起の指導者ミロシュ・オブレノヴィッチ1世 |
| 左側の人物が第一次セルビア蜂起の指導者カラジョルジェ・ペトロヴィチ 右の人物が第二次セルビア蜂起の指導者ミロシュ・オブレノヴィッチ1世 |  | |

セルビア蜂起（セルビアほうき、セルビア語: Српска револуција）は、19世紀の初頭にオスマン帝国支配下のバルカン半島で初めて、セルビアで発生した大規模な反乱である。この蜂起は第一次セルビア蜂起（1804年 - 1813年）と第二次セルビア蜂起（1815年 - 1817年）の二度におよんだ。「悪いトルコ人」の暴政に対するスルタンへの請願として始まり、徐々に独立戦争の様相を呈した。第二次蜂起を通じて、その目標は自治の獲得へと変化していき、1830年に完全な自治権を有するセルビア公国となった。ただし、独立の正式承認は1878年のベルリン条約まで持ち越しとなる。

## 背景

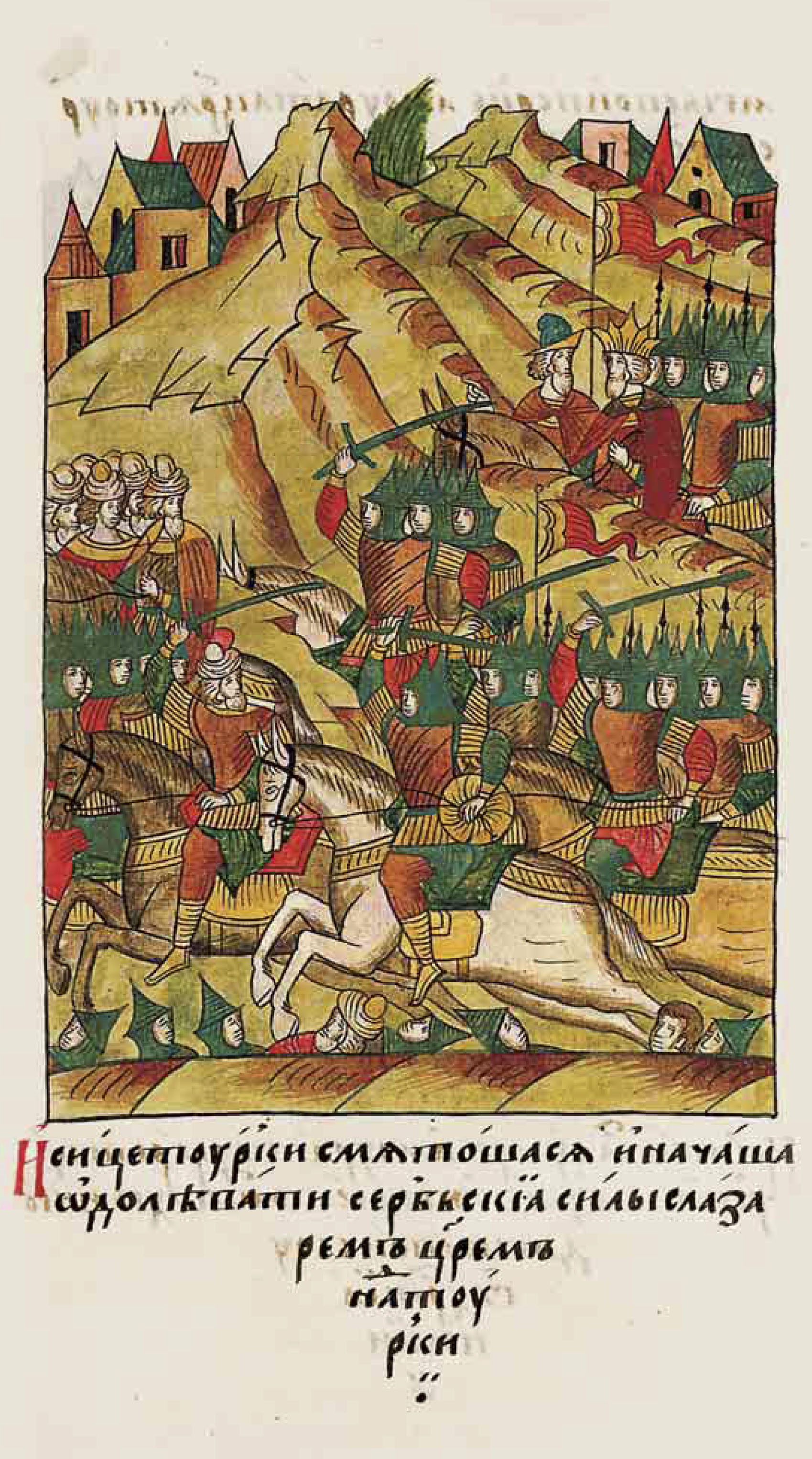
コソボの戦い

### オスマン帝国の襲来
14世紀、ステファン・ウロシュ4世ドゥシャンの元で全盛期を迎えた中世セルビア王国もドゥシャン死後、後を継いだステファン・ウロシュ5世は若年で軍事、政治の才能が乏しかったため分裂、テッサリアは叔父のシメオン・ウロシュが、ヴァルダル川左岸は甥のデヤノヴィチが、西マケドニアはプリレプのヴカシンがそれぞれ公として独立を宣言する事態に至っていた。
しかしこの分裂は東ローマ帝国の内紛に乗じてガリポリ半島に橋頭堡を築いていたオスマン帝国にチャンスを与えた。1360年、アドリアノープルを占領したオスマン帝国軍は徐々に勢力を拡大、1389年6月15日、コソヴォ・ポリェへ至ったオスマン帝国軍は中世セルビア公国を中心とした諸侯軍をコソボの戦いで撃破、ここにオスマン帝国のバルカン半島支配が成立した。
しかし、セルビア公国はすぐさま滅んだわけではなかった。規模こそ縮小されたが、オスマン帝国がティムールの攻撃に悩まされている間、ごく短期間ではあったが、息を継ぐことができた。1427年以降、セルビアはハンガリーの援助を受けながらオスマン帝国への抵抗を続けたが、1441年にはセルビアの大部分がオスマン帝国の手に落ち、1441年、最後の要塞スメデレヴォが陥落したことでセルビア公国は完全にその息の根を止められ、ツルナゴーラのみが辛くもその手から逃れることができた。

### オスマン帝国支配下のセルビア

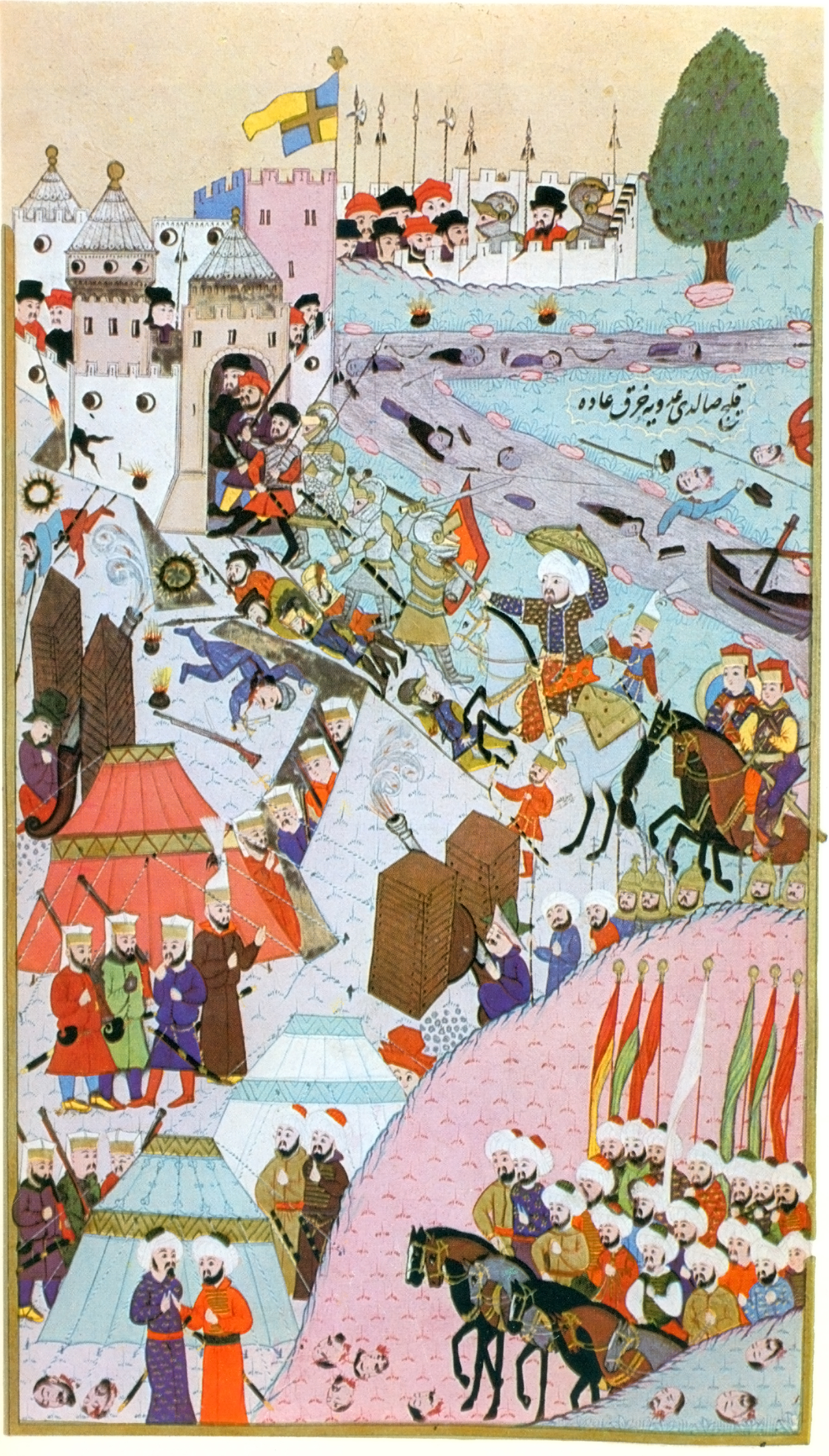
1456年、ベオグラードを囲むオスマン帝国軍

オスマン帝国の侵入開始以降、セルビア人らは大移動を開始した。ボスニア、ダルマチア、ツルナゴーラ、スラヴォニア、ヴォイヴォディナ、彼らは各地に散らばった。1389年のコソボの戦い以降はドナウ川を越えて北方へ脱出する人々も現れた。そしてハンガリーへ脱出した人々は後にハンガリー対オスマン帝国の戦いで大きな役割を演じることになる。
しかし、オスマン帝国に留まったセルビア人らも多数存在した。彼らの中にはデウシルメ制によって強制改宗させられたものや自発的にイスラム教へ改宗したものも現れたが、その大部分はセルビア正教会を中心にキリスト教を奉じ続けた。これはオスマン帝国が宗教に寛容であったことや、地方行政や教会の業務に独立性が認められたこと主因であり、オスマン帝国はセルビア人らに圧制的ではあったが、堪えられないところまで厳しいものではなかった。
また、デウシルメ制で徴用された者の中には大宰相まで上り詰めた者もいた。ソコロヴィチは大宰相にまで昇進すると、オスマン帝国の統治システム、ミッレト制を活用、セルビア正教ミッレトとしてペーチ総主教座を中心にセルビア正教会を構築して1551年以降、宗教上の自治を与え、セルビア人らのアイデンティティを保持させた。
しかし、当初こそ圧政が行われることはなかったが、中央権力が及ばなくなり、パシャ等が腐敗しはじめると徐々に状況が悪化していった。また、オスマン帝国の精鋭、イェニチェリへの徴兵が行われたことがセルビア人らにとって最も不満が募ることであった。徴兵自体は1676年で終了したが、18世紀に入るとイェニチェリが腐敗化、セルビアの地域で重税を課して圧政を始めたため、セルビア人らはこれに苦しんだ。

17世紀以降、オスマン帝国は頂点を越え衰退へと向かっていた。1664年、ザンクト・ゴットハルトの戦いでオスマン帝国軍がハプスブルク帝国軍に撃破され1683年にはウィーンから撃退された。そのため、1687年にはハンガリーを、1688年にはベオグラードを失った。この事態に至り、セルビア人らは狂喜しながらオスマン帝国へ対抗しようとした。しかし、オーストリア軍はスコピエまで南下したものの、カトリック系であるイエズス会の神父等を伴って正教徒であるセルビア人らの改宗を目論んでいた。このため、オーストリア軍への協力をやめる人が続出、結局、協力を得ることができなくなったオーストリア軍はドナウ川以北へ撤退せざるを得なくなった。1699年、カルロヴィッツ条約が結ばれたことでハンガリー、クロアチア、スラヴォニアはオーストリア支配下となったが、セルビアはオスマン帝国に残されることになった。

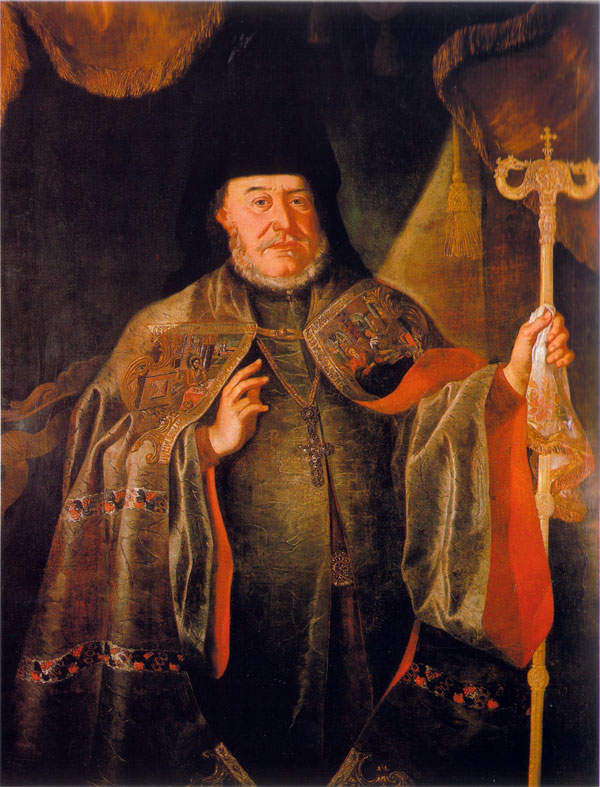
セルビア総主教アルセニエ4世

その後もオスマン帝国とオーストリアの間では戦いが続いてたが、1718年に結ばれたパッサロヴィッツ条約でワラキアの一部とティミショアラのバナート、そしてセルビアの一部であるサヴァ=ドナウ間の南方一体が譲渡された。しかし、オーストリアはセルビア人らにカトリックを押し付けようとしたため、セルビア人らはこれを嫌いオスマン帝国領へ南下、1738年に再びオーストリアとオスマン帝国との間で再び戦いが始まったが、セルビア人らはこれに協力することはなかった。
そのためセルビア総主教アルセニエ4世(Арсеније IV)がセルビア人らにオスマン帝国と戦うことを説いたが、結局、セルビア人らは協力しなかったため、オスマン帝国は再び勢力を盛り返し、1739年、ベオグラード条約が締結されるとオーストリアは再びサヴァ=ドナウ間南方一体を失い、ベオグラード、モラヴァ川沿岸をも失った。

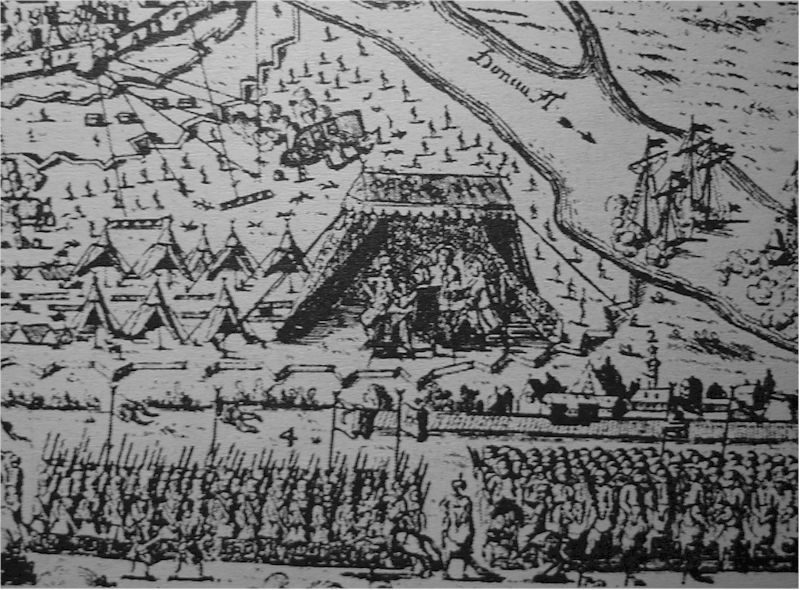
ベオグラード条約の調印

1739年以降、セルビアは平穏な時代を迎えた。しかし、オスマン帝国の中央集権体制が弱体化したため、地方官吏の力が増していった。そしてさらにオスマン帝国辺境地となったセルビアにイェニチェリが駐屯、イェニチェリらはキリスト教系農民に重税を課し、虐待を行なったため、セルビア人らの状況は悪化する一方であった。また、その一方でオスマン帝国で特殊な地位を築いていたギリシャ系キリスト教徒であるファナリオティスらがギリシャ正教会の勢力増大を狙ってセルビア正教会の廃止を目論んだ。1766年、ペーチ総主教座が、1767年にオフリド大主教座がそれぞれ廃止されたことでセルビア正教会は事実上、廃止された。
18世紀に入るとオスマン帝国が弱体化したことでロシア、オーストリアの勢力が徐々にバルカン半島へ広まっていった。特にロシアはピョートル大帝以降の拡大政策の元、バルカン半島のキリスト教、特に正教徒らへの干渉を強めていった。そしてさらにオスマン帝国を押し戻すのに協力者を必要としていたオーストリアと同盟を結んだ。ただし、この同盟は両国共にバルカン半島を手中に収めようと考えていたため、時に競争となることもあったが、18世紀を通じてロシア、オーストリアは行動を共にするようになった。
1782年、オーストリアのヨーゼフ2世とロシアのエカチェリーナ1世はバルカン半島を分割する秘密協定を結び、オーストリアはセルビアの一部、ヘルツェゴヴィナ、ボスニア、ダルマチア、モンテネグロを、ロシアは残りの領土を得ることが決定された。1787年、露土戦争 (1787年)が勃発、ロシア、オーストリアの軍隊はオスマン帝国領へなだれ込んだ。この戦争でヨーゼフ2世はセルビア人らにオーストリア軍へ参加することを求める檄を飛ばすと、セルビア北部、シュマディア北部でセルビア人らが蜂起、戦況が有利に進むと愛国的感情まで湧き出す結果に至った。
しかし1791年8月にオーストリアとオスマン帝国がシストヴァ条約、1792年にロシアとオスマン帝国がヤッシー条約を（それぞれイギリス、フランス両国の干渉で）締結した。しかしセルビア人らは大赦と極わずかの公民権を与えられるだけに留まり、期待は裏切られた。
また、その一方で1789年に発生したフランス革命やドイツ・ロマン主義の台頭はナショナリズムの思想をヨーロッパ西部に広げたが、バルカン半島諸民族の商人らがこれをバルカン半島へ持ち帰り、知識人らに影響を与えた。

### セルビア人らの状況

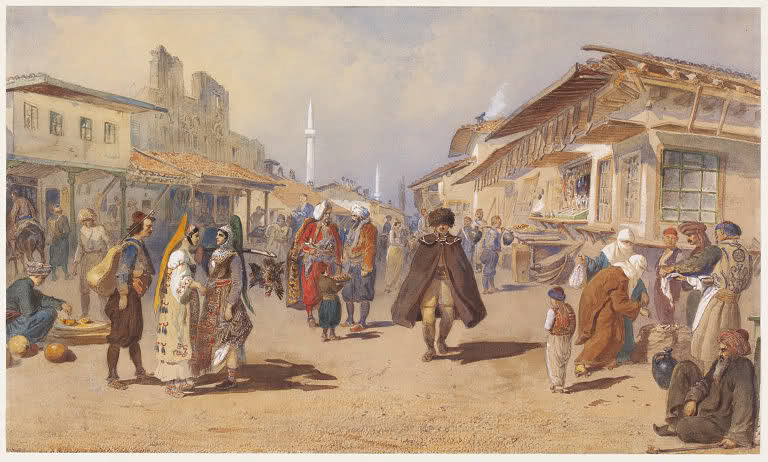
オスマン帝国時代のベオグラード

オスマン帝国支配下のセルビアは15世紀にスメデレヴォ・サンジャクとして扱われ、18世紀にはパシャが管理するベオグラード・パシャルクと呼ばれていた。このベオグラード・パシャルクはシュマディヤ地方に限定され、その他、ヴィディン、ニシュ、レスコヴァツ、ノヴィ・パザルなど隣接したパシャリクにもセルビア人らは居住していた。ベオグラード・パシャルクはさらに12のナヒヤが設立されており、その他数個のナヒヤを統合してカーディも設立されていた。
18世紀末まで、セルビア人らはナヒヤより下の行政単位で自治が与えられており、このナヒヤがオスマン帝国とセルビア人らの自治との接点であったが、このナヒヤの下にクネジーナが存在しており、ナヒヤの長であるクネズを集会（スクープシュティナ）で選出していた。また、このクネジーナの下には村長であるクメットが管理する村があり、この村の中でクネジーナの長であるクネズを選出、さらに租税分配等も行った。
この村は約1,800存在したと言われており、さらに村の下には30から50のザドルガが所属していた。このザドルガは父系制大家族共同体であり、各単位で自給自足を行ない、また、セルビア蜂起の際には兵士の供給源となった。この時期、セルビア人らは主に農民として生活していたため、セルビアの言語学者ヴーク・カラジッチはこの状態を「セルビア人であるということは農民であるということ」と語っている。
18世紀のベオグラード・パシャルクではヨーロッパ西部と比べると農業において未発達で牧畜に大きく依存していた。そのため、牧畜が発展したことで家畜を扱う商人が生まれ、彼らは農民から買った家畜をハプスブルク帝国などに販売して大きな利益を得ていたが、この家畜商人の中から後に第一次セルビア蜂起、第二次セルビア蜂起の指導者となるカラジョルジェ・ペトロヴィッチやミロシュ・オブレノヴィチが生まれる。

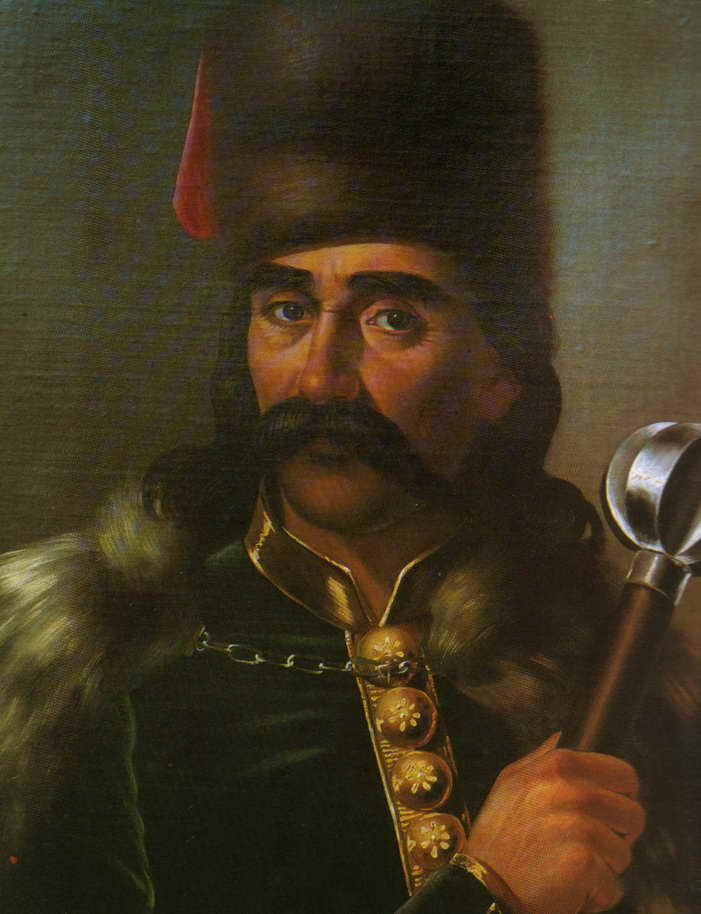
セルビアに伝わる英雄叙事詩で活躍するマルコ王子

そして、セルビアではセルビア正教会が自立できたこと、コソボの戦いを元とする英雄叙事詩が口述で伝承されたことなどのお陰でセルビア人としての民族的アイデンティティを確保することができた。そしてセルビアはオスマン帝国辺境地としてハプスブルク帝国と隣接したことで軍事的、経済的影響を受けていた。
1787年に発生した露土戦争でオスマン帝国はロシア、オーストリアに敗北したが、これに伴いセルビア人らがオーストリアへ大移動を開始した。この動きの中でセルビア人らはオーストリアで義勇軍を結成して戦いに参加していた。この露土戦争終了後、オーストリアとオスマン帝国の間で結ばれたシストヴァ条約でセルビア人義勇兵の罪を問わないことやベオグラード・パシャルクでの内政自治が保障された。
この内政自治を認めたオスマン帝国スルタンセリム3世はベオグラード・パシャルクで暴政を振るっていたイェニチェリの追放する布告を発布した。これはベオグラード・パシャルクがオスマン帝国辺境の重要拠点であったため、セルビア人らがオスマン帝国から離れていくことを防ぐための布告であった。このイェニチェリの排除にオスマン帝国はキリスト教徒にまで援助を要請、これを鎮圧した。
その一方で、ベオグラード・パシャルクのパシャ、ムスタファ・パシャは隣接するヴィディン・パシャルクのアーヤーン、パスヴァノールに対抗するためにセルビア人民兵を組織させた。しかし、パスヴァノールがオスマン帝国と和平を結んだことでセリム3世はこの民兵が脅威になると考えて1799年、イェニチェリのベオグラード・パシャルクへの帰還を許可した。
ベオグラード・パシャルクへ帰還したイェニチェリらのダヒヤの称号を持つ4人の将軍らはパシャルクを掌握、自らの利益のためにセルビア人有力者やクニャージ、聖職者ら72人を殺害した。そのため、セルビア人らはイェニチェリによる大量虐殺を恐れなければならなかった。

## 第一次セルビア蜂起

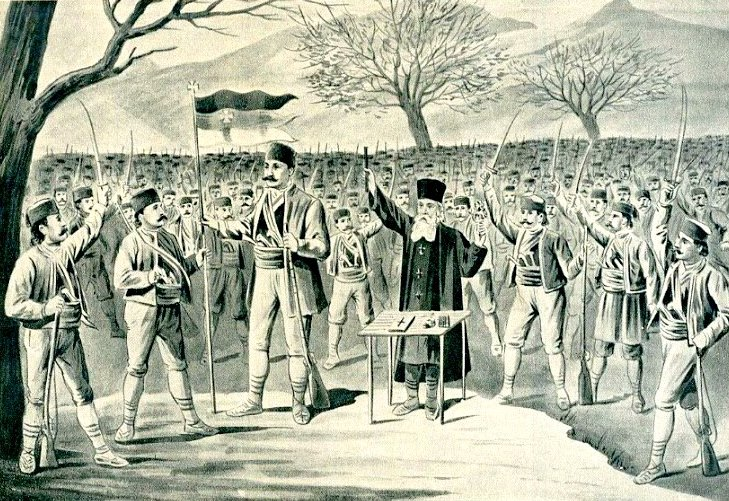
オラシャツで蜂起の宣言を行う群衆

1760年に生まれたジョルジェ・ペトロヴィチはカラジョルジェという異名を持ち、1787年から1788年に発生したセルビアにおける蜂起にすでに参加していた豚商人であった。1804年2月、モラヴァ川とドリーナ川の間、シュマディア地方のオラシャツで村のクネズ、山賊であるハイドゥク、僧侶たちは農民らを率いてセルビアの地で圧政を行うイェニチェリ排除のために蜂起した。カラジョルジェもこれに参加、各地で発生した蜂起をまとめ上げ、指導者となった。1804年末までには蜂起はセルビア全土に及び、12のナヒヤから集められた代表12人による統治議会も設立された。

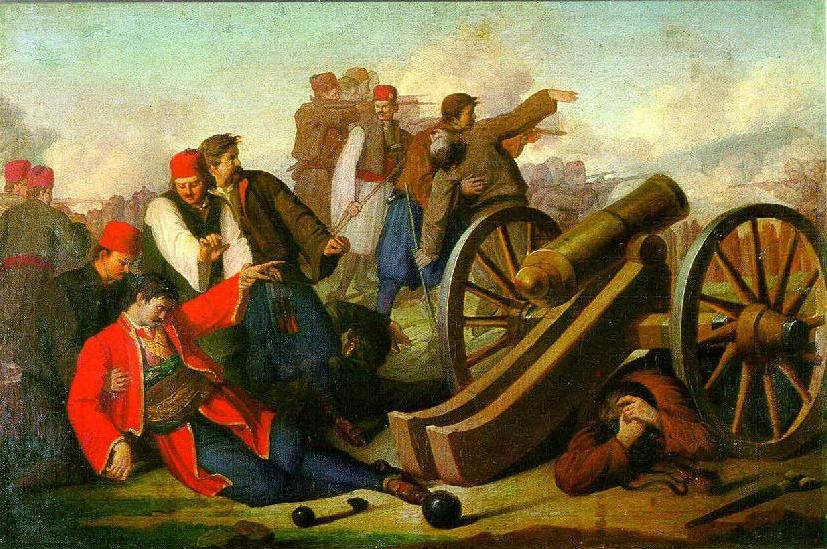
1813年7月、ネゴディンで壮絶な死を迎えた蜂起参加者でハイドゥクの首領ヴェリコ・ペトロビッチ

1805年から6年にかけて、イヴァンコヴァツ、ミシャル、デオグラードでオスマン帝国軍を撃破したカラジョルジェはセルビアに影響力のあるオーストアリア、ロシアへ支持を要求、ロシアはこれに応じ経済的、外交的援助を与えた。1805年、カラジョルジェはスクープシュティナ（議会）招集、地方自治を与えるようオスマン帝国に要求したが、スルタンはこれを拒否した。そのため、これまでオスマン帝国支配下のセルビアで圧政を行っていたイェニチェリに対しての蜂起が様相を変化、この蜂起はセルビア人らの独立を目指す闘争となった。そしてこの蜂起には周辺地域の道場も集め、テッサリアのジョルジ・オリムピオス率いるギリシャ義勇兵やモルドヴァ公（ゴスポダーリ）コンスタンティン・イプシランディスの部下による支援が行われている。

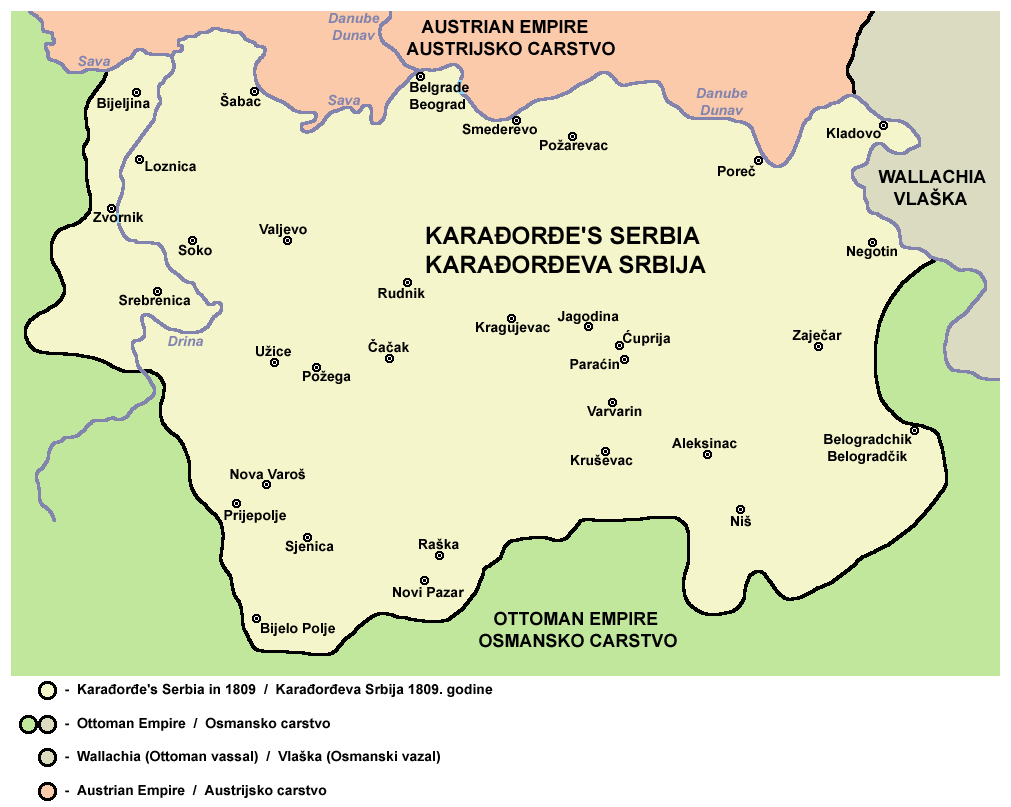
1809年のセルビア領

オスマン帝国はこの蜂起を鎮圧するために軍を送ったが、1805年の秋と1806年にセルビア人らはこれを撃破、ベオグラード、ポジャレヴァツ、スメデレヴォを占領、1807年にはセルビア北部におけるオスマン帝国最後の要塞、ウジツェも陥落した。この時、ロシア人らの義勇兵が到着、セルビア人らは気勢を上げたが、数に勝るオスマン帝国軍の攻勢は終ることがなかった。1806年に露土戦争が始まるとオスマン帝国はカラジョルジェに対して自治を承認すると申し出たが、ロシアの支持が得られると判断したカラジョルジェはこれを拒否、セルビアの完全独立を求めたが、1807年、ロシアとナポレオンの間でティルジットの和約が結ばれロシアがオスマン帝国との和平交渉を始めるとセルビアは徐々に孤立しはじめた。

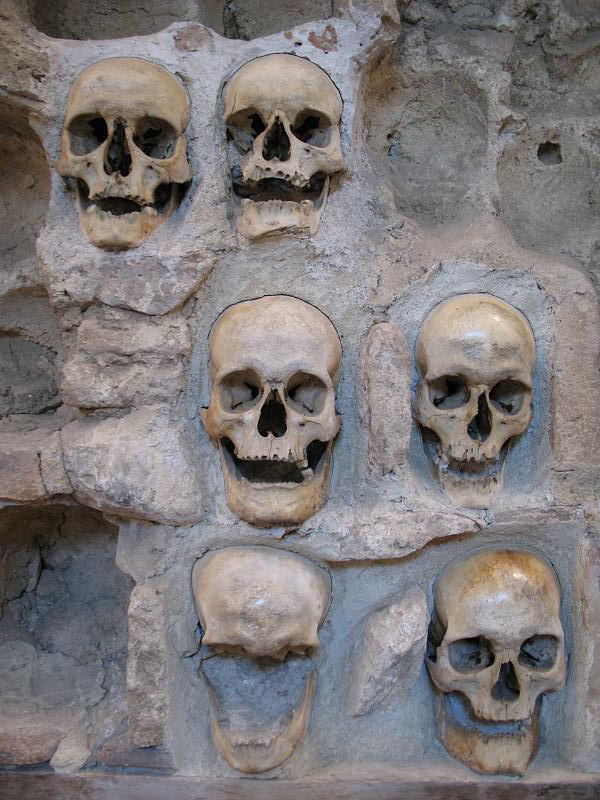
カメニカの戦いの後、セルビア人への見せしめとして蜂起参加者の頭蓋骨をはめ込んだチェレ・クラ（Ћеле-кула）

1808年から1811年にかけて、戦況は油断を許さない状況であったが、カラジョルジェの権威に対してセルビア人指導者層の間で諍いが発生、さらにフランス革命において登場したナポレオン・ボナパルトがヨーロッパで席巻するとロシアの政策も転向せざるを得ない状況に至っていた。1812年にロシア、オスマン帝国の間でブカレスト条約が結ばれ、セルビアの自治国化が約束されていたが曖昧であったため、セルビア人らはスルタンと交渉を行っていた。しかし、ロシアがナポレオンとの戦いに忙殺されていたため、1813年、この間隙を利用して圧倒的な兵力を投入、10月までにベオグラードを占領、セルビア人らを鎮圧した。この事態に至り、チフスに罹患していたカラジョルジェとその他のセルビア人指導者らはハンガリーへ脱出、第一次蜂起は終わりを告げた。

## 募る不満

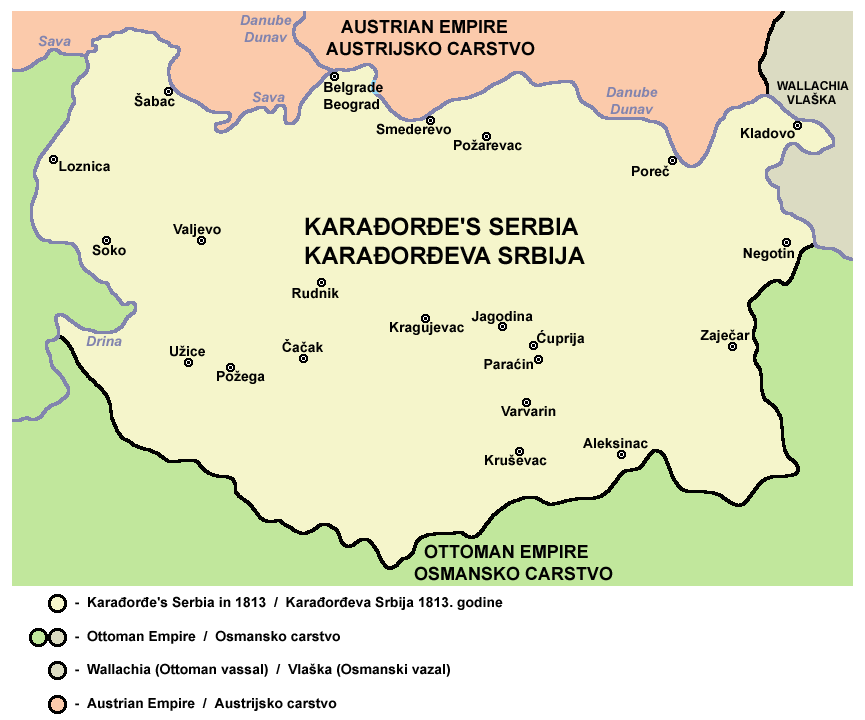
1813年のセルビア領

再びセルビアはオスマン帝国支配下となった。しかし、セルビアへ戻ってきたイェニチェリやアルバニア人守備隊らは略奪や残虐行為を再び行なった。その頃、ウィーンではナポレオン失脚後のヨーロッパ秩序回復のためにウィーン会議が開かれていたが、彼らはほとんど顧みられず、ロシアが威嚇する程度しか行われなかった。セルビア人らはこの状況に至り、大虐殺が発生することを予想し始めていた。
1814年末、第一次蜂起の指導者一人であったハジ・プロダンがチャチャク地方で蜂起した。これは特赦を行うことを引換えに収集をつけることが約束されたが、オスマン帝国のパシャは結局、この蜂起の指導者層らを虐殺した。これには第一次蜂起に参加していたが、さほど重要な行動をしておらず、また、セルビアに居残っていたミロシュ・オブレノヴィッチ1世が収集のために行動をしていたが、この虐殺が行われたことで自らの身の危険を感じ、蜂起の準備を行っていた。

## 第二次セルビア蜂起

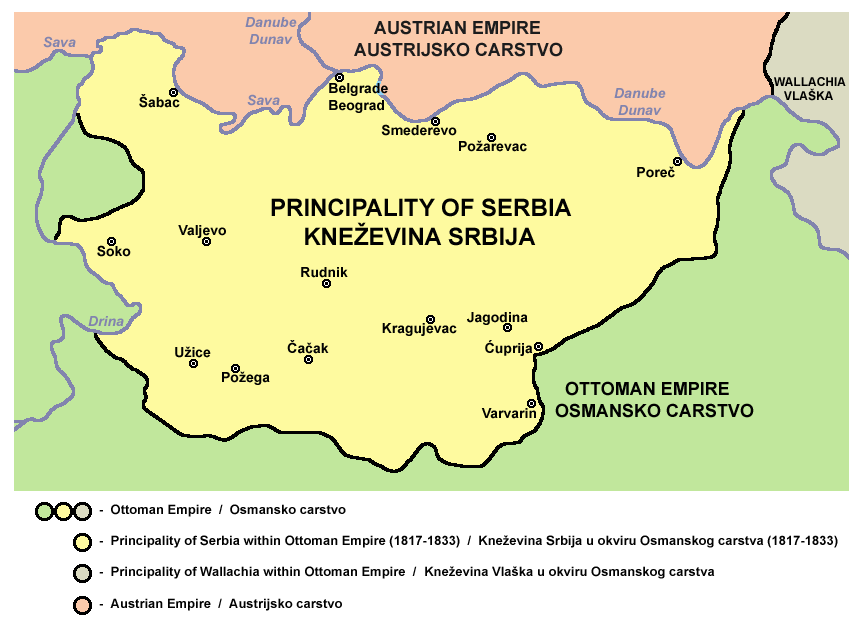
1817年のセルビア領

1815年4月、オブレノヴィッチは生まれ故郷、タコヴォで蜂起を開始した。政治に長けていたミロシュはオスマン帝国との折衝をうまく行ない、また、7月までにはルードニク、チャチャク、ポジャレヴァツ、クラリェヴォを占領、セルビア北部の解放に成功していた。また、ナポレオン戦争が終結していたことでロシアが影響力を行使、セルビア人とオスマン帝国の間で交渉が始められた。
この交渉でセルビアはオスマン帝国下でオスマン帝国軍守備隊が駐屯はするが、ドナウ川以南に居住するセルビア人らに自治権が与えられ、武器の携帯、租税の徴収、ベオグラードで議会を開催することが許可された。しかし、その一方で、セルビア内ではミロシュによる非道行為が発生していたため、ミロシュらに対するセルビア人らによる蜂起が発生していた。そして、第一次蜂起の指導者カラジョルジェが1817年6月にセルビア入りした。この行動にミロシュとオスマン帝国の双方が困惑したが、カラジョルジェは暗殺されるに至った。
1817年11月、スクープシュティナはミロシュを世襲制のセルビア公に選出、ミロシュはセルビア公となった。そして、セルビアはオスマン帝国支配下として主要都市へのオスマン帝国軍の進駐、毎年の貢納の義務を負ったが、自治公国として自治権を獲得した。

## セルビア蜂起の意義

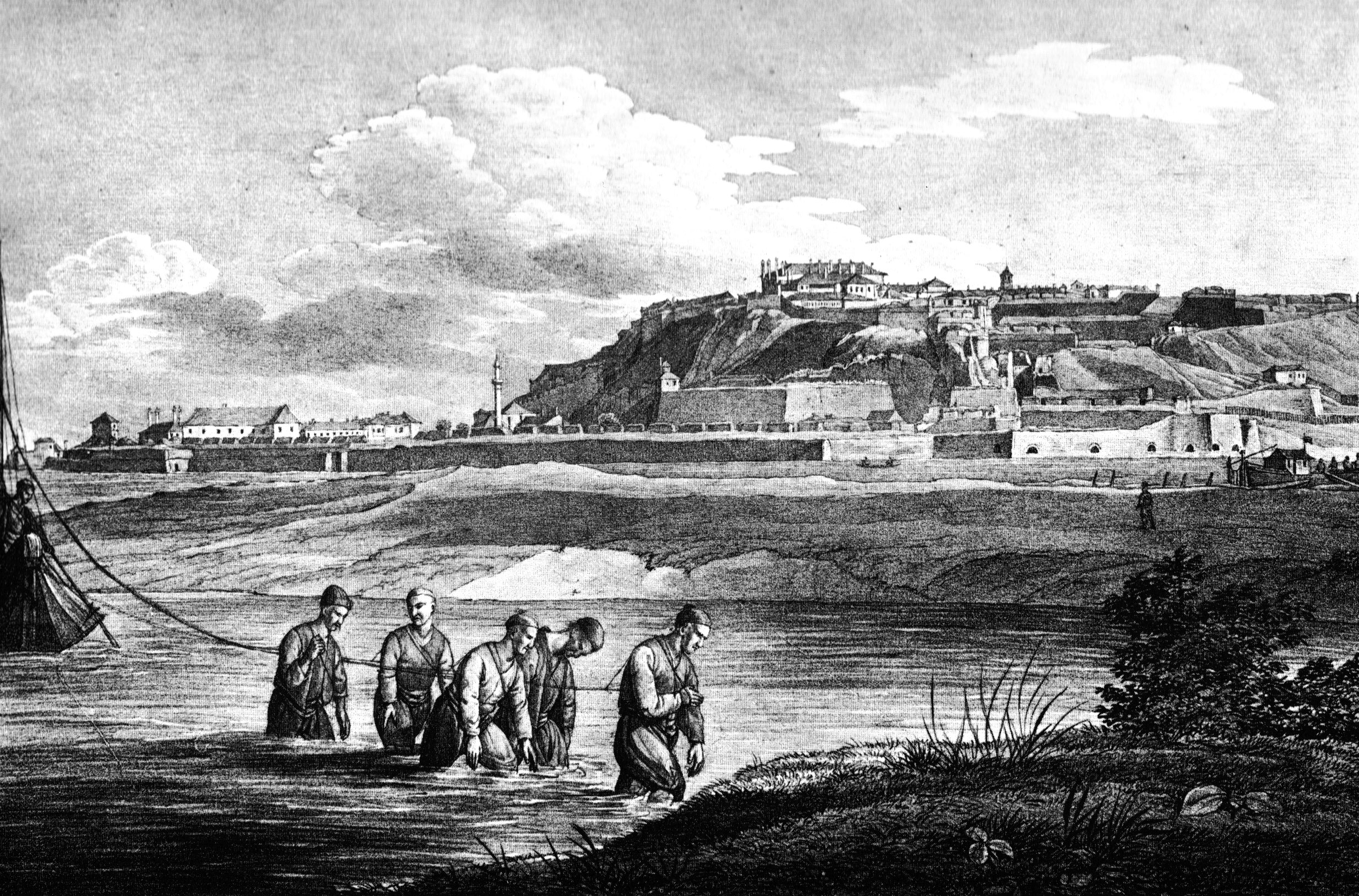
ベオグラード、1821年

19世紀初頭、『1815年にオスマン帝国内のキリスト教徒はギリシャ人である』とルイス・ネイミアが書いたように18世紀後半に至るまで南スラヴ民族は民族としての一体感や文化的、政治的意識を持っていなかった。そしてこの地域における社会構造や経済発展、政治的、文化的活動はオスマン帝国やハプスブルク帝国による利益によって左右され、時に分断された。しかし、当初、オスマン帝国への反抗として発生したこの蜂起はやがてフランス革命や母国語の重要性を説いたドイツ・ロマン主義の影響により徐々にナショナリズムの色を帯びていき、ヨーロッパ列強が係ることで民族解放の様相を強めていった。しかし、セルビアは自治権を勝ち取ったとは言えども、宗主権はあくまでもオスマン帝国にありウィーン会議でも再確認された。
また、他のバルカン諸国では独立、もしくは自治を獲得する際に西ヨーロッパから国家元首を招聘するケースが多かったが、自ら自治を獲得し自らの指導者らが国家元首となった点でセルビア蜂起は特徴的と言える。さらに当時、セルビア人はハプスブルク帝国とオスマン帝国によって分断されていたが、ハプスブルク帝国内のセルビア人らが力を蓄えていくにしたがってオスマン帝国内のセルビア人らは抵抗の意志を固め、共同体意識を発展させていき、さらにはハプスブルク帝国内のセルビア人らは彼らに共感して物質的援助、及び知的活動を行うことでセルビア人らは結束し、イェニチェリに対する蜂起がやがて民族運動に転化、民族国家形成に向かうのである。
そして、このセルビア蜂起を嚆矢とするバルカン半島における民族運動は後に続くギリシャ独立戦争にも影響を与え、さらに18世紀後半から19世紀当初に起こった民族自立運動へと繋がりその他のバルカン半島諸民族らにも影響を与えた。
この蜂起が成功した理由として柴宜弘は「セルビア教会が民衆の教会として存続したこと」、「セルビア民族の意識を高める民族叙事詩の存在」、「地方自治組織の存在」、「オスマン帝国辺境地というセルビアの地理的位置」を上げている。

## その後のセルビアとバルカン諸国への影響

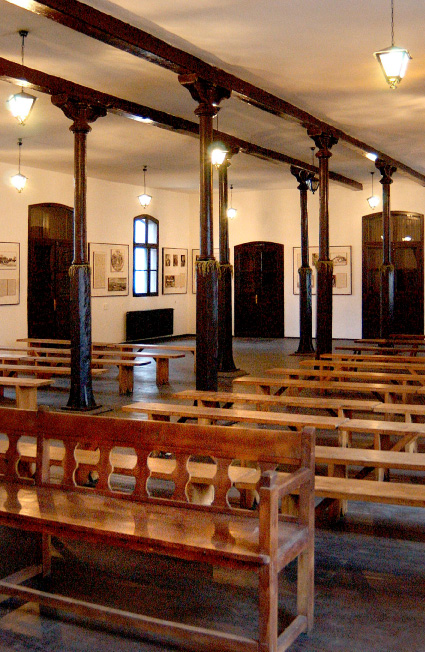
スクープシュティナが開かれたホール、クラグイェヴァツ

この蜂起は国際情勢的には大きな反響を与えることはなかったが、バルカン諸国に大きな影響を与えた。1820年代に入ると各地でハイドゥクやクレフテスなどと協力した農民らによるオスマン帝国に対する反乱が発生し、ギリシャ独立戦争やワラキア蜂起へとつながっていく。バルカン諸民族らは独立後、それぞれ別の道を歩んだが独立に至るまでの経緯は似たようなものであった。特にフランス革命とドイツロマン主義はそれぞれの人々が所属する民族の概念や革命のイデオロギーの形成を導き、さらにロシアの協力により革命が達成された。そしてナポレオン戦争後や革命運動に対する警戒があったにもかかわらずバルカン半島の諸民族はナショナリズムを形成、大きな成果を得たのである。ただし、各国は自由主義体制の形をとっていたが、あくまでも西欧の国民国家の模倣でしかなく、当時、開かれたウィーン会議でもバルカン半島のキリスト教徒らはオスマン帝国支配下であることが確認された。
しかし、オスマン帝国スルタンセリム3世がイェニチェリの反乱で退位させられ、マフムト2世が後を継いだが、危機を抱いたマフムト2世はイェニチェリの排除を行い、彼らを虐殺した。だが、これはオスマン帝国の戦力を大きく減少させることになった。この出来事とセルビア蜂起の成功を目の当たりにしたブルガリア人、ギリシャ人、ルーマニア人、アルバニア人らがオスマン帝国からの独立を目指すことにつながっていった。

### セルビア
1826年、ロシア、オスマン帝国間で結ばれたアッケルマン条約では1812年に結ばれたブカレスト条約で規定されたセルビアの自治が施行されることになっていた。しかし、セルビアは公国として自治権こそ獲得したが、オスマン帝国はミロシュを世襲公とすぐに認めようとしなかった。これは1815年以降、オスマン帝国が予備審議という形で交渉の引き延ばしを行い、これを認なくても済むようにしていたためであった。しかし、ロシアはこの遅延に対してオスマン帝国へ影響力を行使するために1828年、オスマン帝国を攻撃、この露土戦争ではロシアが勝利、1830年に結ばれたアドリアノープル条約でミロシュは世襲公として承認され、セルビアの完全自治が認められた。そして1832年にはセルビア正教会の独立を勝ち取った。
ただし、国境については未解決であり、セルビア南部では6ヶ所のナヒヤがオスマン帝国領として残されていたが、ミロシュはオスマン帝国とエジプトの間で紛争が発生している隙にこの南部地域で動乱を発生させた上で秩序回復という名目でこれを占領、1833年5月25日、この地域もセルビア公国として認められた。そして1815年以降、予備審議として交渉を引き延ばしていたオスマン帝国の目論見もここに終わりを告げ、セルビアはここに自治権を手に入れ、その後完全独立を果たした。
しかし、第一次蜂起の首謀者であるカラジョルジェと第二次蜂起の首謀者であるミロシュのそれぞれの家系が激しく抗争し、政治史の中心となっていくという問題がこの後、生じてゆく。

### オスマン帝国への影響
これまでのオスマン帝国は絶えず外部との間に抗争が生じていたが、オスマン帝国内部は平和であった。しかし、18世紀後半より国境付近を形勢しる各州や属国で揺らぎを見せるようになっていき、徐々にオスマン帝国の支配は名ばかりになっていった。そしてさらに決定的なことにこの地域がオスマン帝国首都イスタンブールとの結びつきよりもオスマン帝国外部との連携を強めていったことやフランス、イギリス、ロシアなどの西欧精力がこれらの地域に触手をのばしつつあった。そのため、この影響はオスマン帝国が直接支配していた地域にまで影響を及ぼし始めていった。
さらにオスマン帝国首脳はそれまであった反乱を抑えた際に考えた不正な支配に対してキリスト教徒であるセルビア人、ギリシャ人らが外部へ支援を求めるのを当然だという統治観を依然として引きずっており、セルビア蜂起及びギリシャ独立戦争もあくまでも各地で肥大化したアヤーンやイェニチェリが過酷な支配を行ったために発生したものという考えを依然として持っていた。

### ボスニア・ヘルツェゴビナへの影響
ボスニア・ヘルツェゴビナはオスマン帝国中央部よりも保守的で狂信的イスラム系貴族と重税に苛まされていたキリスト教系農民らの存在があったことから常に不穏な空気を醸し出していた。そしてさらにマフムト2世がオスマン帝国の改革を行ったことでイスラム系貴族らは不信心者、異端者であるとして反発していたが、セルビア蜂起以降、アルバニア、ギリシャ、モルダヴィアでの暴動が影響してボスニア・ヘルツェゴビナでも暴動が発生した。結局、この不安定な状態は1878年にオーストリアが占領するまで続いた。

### アルバニアへの影響
アルバニアでは18世紀末よりアリー・パシャがヤニナを中心に半ば独立勢力を築いていたが、オスマン帝国に形式上ではあるが従属していた。アリー・パシャはロシアと友好関係を築くことができなかったが、露土戦争の合間に北方へ進出、ヴロラを占領してアルバニア南部を手中に入れた。しかし、これを快く思っていなかったオスマン帝国はアリー・パシャを追放したが、セルビア蜂起の影響からマフムト2世は彼を許し以前の地位に戻した。結局、アリー・パシャが排除されるのはギリシャ独立戦争の時であったが、その後も1843年から1845年に賭けてアルバニア各地で反乱が起こり、1847年にはアルバニア南部が反乱軍によって占領される事態に至った。

### ブルガリアへの影響
ブルガリアでは18世紀以降、パイシー・ヒランダルスキの登場以降、ユーリー・ヴェネリンなどの学者らがブルガリア人らの啓蒙に勤しんだ。そしてブルガリア人らが商業活動や他国で受けた教育、セルビア蜂起、ギリシャ独立戦争に参加したブルガリア人らの経験や伝聞を元にして民族的アイデンティティを成立させていった。

### ギリシャへの影響
セルビア公国成立後、ギリシャ独立を目指す秘密結社フィリキ・エテリアの協会長アレクサンドロス・イプシランディスはギリシャ独立戦争開始前、セルビア人やブルガリア人らの支援を取り付けようとしたが、ギリシャ正教による圧力に反感を頂いていたセルビア人、ブルガリア人らの大部分は協力しようとしなかった。結局、イプシランディスによる蜂起は失敗に終わったが、イプシランディスの蜂起によって始まった軍事行動はギリシャ各地に飛び火、ギリシャ独立戦争がここに開始され、ギリシャは独立を迎えることになる。

### ルーマニアへの影響
ギリシャ独立戦争に連携してワラキア蜂起が行われたが、ギリシャ側と対立したこの蜂起は失敗に終わった。そして1848年、ワラキア公国とモルダヴィア公国で大規模な蜂起が発生し、知識人、学生、教師、一部の貴族などがモルダヴィアの首都ヤシで革命委員会を結成した。しかし市民革命化を恐れたロシアが軍を投入、オスマン帝国の援助を行ったため失敗に終わった。ワラキア、モルダヴィアの両公国が自治権を得るのはクリミア戦争後であり、両公国が合併してルーマニア公国となるのは1860年のことである。

### 参照
1. ↑  柴宜弘（2021）『ユーゴスラヴィア現代史（新版）』岩波新書、p.7
2. 1 2  柴（1998）、p.98
3. ↑  クリソルド（1993）、p.112
4. ↑  クリソルド（1993）、p.114
5. ↑  クリソルド（1993）、p.115
6. ↑  柴（1996)、pp.31-33
7. 1 2  柴（2001）、p.61
8. ↑  クリソルド（1993）、pp.115-117
9. ↑  クリソルド（1993）、p.118
10. ↑  クリソルド（1993）、p.119
11. ↑  クリソルド（1993）、p.120
12. ↑  クリソルド（1993）、pp.120-121
13. ↑  柴（1998）、p.133
14. ↑  クリソルド（1993）、p.122
15. ↑  クリソルド（1993）、pp.122-123
16. 1 2 3  クリソルド（1993）、p.123
17. ↑  柴（2001）、pp.60-61
18. 1 2 3 4  柴（2001）、p.62
19. ↑  柴（2001）、pp.62-63
20. 1 2  柴（2001）、p.63
21. 1 2  柴(2001)、p.64.
22. ↑  クリソルド（1993）、p.124
23. 1 2  柴(2001)、p.65.
24. ↑  クリソルド（1993）、pp.124-125
25. ↑  阿部（2001）、p.46
26. 1 2  クリソルド（1993）、p.125
27. 1 2 3 4  柴(2001)、p.66.
28. 1 2  ジェラヴィチ（1982）、p.71
29. 1 2 3  ボグダン（1993）、p.132
30. 1 2 3  クリソルド（1993）、p.127
31. ↑  カステラン (1994)、p.51
32. ↑  クリソルド（1993）、pp.127-128
33. ↑  クリソルド（1993）、p.128
34. ↑  シュガー・レデラー（1981）、pp.372-374
35. ↑  柴(2001)、p.126.
36. ↑  シュガー・レデラー（1981）、pp.373
37. ↑  東欧を知る事典（1993）、p.246
38. ↑  ジェラヴィチ（1982）、p.72
39. ↑  森安・南塚(1993)、p.150.
40. ↑  ジェラヴィチ（1982）、p.68
41. ↑  ジェラヴィチ（1982）、p.75
42. ↑  ジェラヴィチ（1982）、pp.68-69
43. ↑  ボグダン（1993）、p.133
44. 1 2  クリソルド（1993）、p.130
45. ↑  ボグダン（1993）、p.135
46. ↑  林（1997）、pp.304-305
47. ↑  林（1997）、p.344
48. ↑  クリソルド（1993）、pp.79-80
49. ↑  矢田（1977）、pp.191-192
50. ↑  クランプトン（2004）、p.71
51. ↑  リチャード・クロッグ、（2004）pp.31-33.
52. ↑  木戸・伊東（1988）、p.71
53. ↑  ボグダン（1993）、p.154